# Saint-André-le-Bouchoux
Pour les articles homonymes, voir Saint-André.
Saint-André-le-Bouchoux est une commune française, située dans le département de l'Ain en région Auvergne-Rhône-Alpes. Les habitants n'ont pas d'appellation particulière.

## Géographie
Village situé dans la plaine de la Dombes. La superficie de la commune est de 904 hectares. Le relief est parfaitement plat et l'altitude varie très peu autour de 270 m. L'utilisation du sol est typiquement dombiste : 12 % par les bois et le reste par des terres et des prés.

### Climat
Pour des articles plus généraux, voir Climat d'Auvergne-Rhône-Alpes et Climat de l'Ain.
En 2010, le climat de la commune est de type climat océanique dégradé des plaines du Centre et du Nord, selon une étude du CNRS s'appuyant sur une série de données couvrant la période 1971-2000. En 2020, Météo-France publie une typologie des climats de la France métropolitaine dans laquelle la commune est dans une zone de transition entre le climat semi-continental et le climat de montagne et est dans la région climatique Bourgogne, vallée de la Saône, caractérisée par un bon ensoleillement (1 900 h/an), un été chaud (18,5 °C), un air sec au printemps et en été et des vents faibles.
Pour la période 1971-2000, la température annuelle moyenne est de 11,2 °C, avec une amplitude thermique annuelle de 17,6 °C. Le cumul annuel moyen de précipitations est de 995 mm, avec 10,7 jours de précipitations en janvier et 7,6 jours en juillet. Pour la période 1991-2020, la température moyenne annuelle observée sur la station météorologique de Météo-France la plus proche, sur la commune de Marlieux à 6 km à vol d'oiseau, est de 12,2 °C et le cumul annuel moyen de précipitations est de 909,1 mm,. Pour l'avenir, les paramètres climatiques de la commune estimés pour 2050 selon différents scénarios d'émission de gaz à effet de serre sont consultables sur un site dédié publié par Météo-France en novembre 2022.

## Urbanisme

### Typologie
Au 1er janvier 2024, Saint-André-le-Bouchoux est catégorisée commune rurale à habitat dispersé, selon la nouvelle grille communale de densité à 7 niveaux définie par l'Insee en 2022.
Elle est située hors unité urbaine. Par ailleurs la commune fait partie de l'aire d'attraction de Lyon, dont elle est une commune de la couronne,. Cette aire, qui regroupe 397 communes, est catégorisée dans les aires de 700 000 habitants ou plus (hors Paris),.

### Occupation des sols
L'occupation des sols de la commune, telle qu'elle ressort de la base de données européenne d’occupation biophysique des sols Corine Land Cover (CLC), est marquée par l'importance des territoires agricoles (68,8 % en 2018), une proportion sensiblement équivalente à celle de 1990 (69,5 %). La répartition détaillée en 2018 est la suivante : 
terres arables (35,2 %), prairies (22,1 %), eaux continentales (20,2 %), zones agricoles hétérogènes (11,5 %), forêts (7,5 %), zones urbanisées (3,4 %).
L'évolution de l’occupation des sols de la commune et de ses infrastructures peut être observée sur les différentes représentations cartographiques du territoire : la carte de Cassini (XVIIIe siècle), la carte d'état-major (1820-1866) et les cartes ou photos aériennes de l'IGN pour la période actuelle (1950 à aujourd'hui).

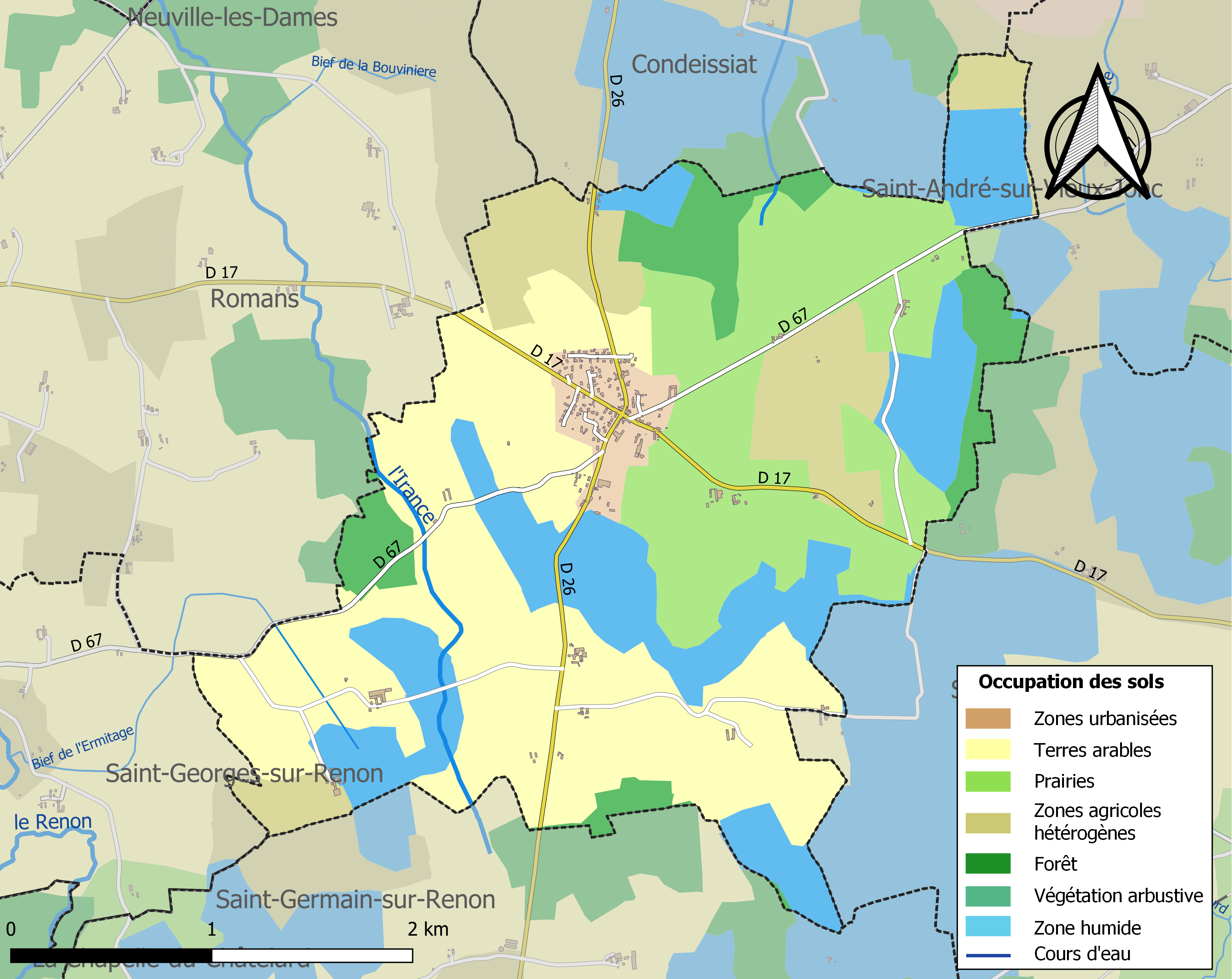
Carte des infrastructures et de l'occupation des sols de la commune en 2018 (CLC).

## Histoire
Saint-André-le-Bouchoux est une paroisse très ancienne qui apparaît dès le VIIIe siècle. Le village dépendait, au Moyen Âge, de la seigneurie de Romans.

## Toponymie
Durant la Révolution française, la commune prend temporairement les noms de Bouchoux-sur-Irance, Commune-Irance et Irance.

## Politique et administration

### Découpage territorial
La commune de Saint-André-le-Bouchoux est membre de la communauté de communes de la Dombes, un établissement public de coopération intercommunale (EPCI) à fiscalité propre créé le 1er janvier 2017 dont le siège est à Châtillon-sur-Chalaronne. Ce dernier est par ailleurs membre d'autres groupements intercommunaux.
Sur le plan administratif, elle est rattachée à l'arrondissement de Bourg-en-Bresse, au département de l'Ain et à la région Auvergne-Rhône-Alpes. Sur le plan électoral, elle dépend du  canton de Châtillon-sur-Chalaronne pour l'élection des conseillers départementaux, depuis le redécoupage cantonal de 2014 entré en vigueur en 2015, et de la quatrième circonscription de l'Ain  pour les élections législatives, depuis le dernier découpage électoral de 2010.

### Administration municipale
| Période                                  | Période  | Identité        | Étiquette | Qualité           |
| ---------------------------------------- | -------- | --------------- | --------- | ----------------- |
| avant 1995                               | 1995     | Georges Bessard |           |                   |
| juin 1995                                | En cours | Alain Jayr      | SE        | Retraité agricole |
| Les données manquantes sont à compléter. |          |                 |           |                   |

## Démographie
L'évolution du nombre d'habitants est connue à travers les recensements de la population effectués dans la commune depuis 1793. Pour les communes de moins de 10 000 habitants, une enquête de recensement portant sur toute la population est réalisée tous les cinq ans, les populations de référence des années intermédiaires étant quant à elles estimées par interpolation ou extrapolation. Pour la commune, le premier recensement exhaustif entrant dans le cadre du nouveau dispositif a été réalisé en 2004.
En 2022, la commune comptait 427 habitants, en évolution de +11,2 % par rapport à 2016 (Ain : +5,15 %, France hors Mayotte : +2,11 %).
| 1793 | 1800 | 1806 | 1821 | 1831 | 1836 | 1841 | 1846 | 1851 |
| ---- | ---- | ---- | ---- | ---- | ---- | ---- | ---- | ---- |
| 165  | 96   | 174  | 218  | 156  | 183  | 201  | 192  | 205  |

| 1856 | 1861 | 1866 | 1872 | 1876 | 1881 | 1886 | 1891 | 1896 |
| ---- | ---- | ---- | ---- | ---- | ---- | ---- | ---- | ---- |
| 205  | 194  | 200  | 205  | 235  | 228  | 232  | 246  | 239  |

| 1901 | 1906 | 1911 | 1921 | 1926 | 1931 | 1936 | 1946 | 1954 |
| ---- | ---- | ---- | ---- | ---- | ---- | ---- | ---- | ---- |
| 222  | 211  | 207  | 207  | 185  | 176  | 160  | 194  | 158  |

| 1962 | 1968 | 1975 | 1982 | 1990 | 1999 | 2004 | 2006 | 2009 |
| ---- | ---- | ---- | ---- | ---- | ---- | ---- | ---- | ---- |
| 163  | 142  | 127  | 156  | 171  | 191  | 268  | 300  | 310  |

| 2014 | 2019 | 2022 | - | - | - | - | - | - |
| ---- | ---- | ---- | - | - | - | - | - | - |
| 368  | 402  | 427  | - | - | - | - | - | - |

## Culture et patrimoine

### Lieux et monuments
- L'église romane fait l’objet d’une inscription au titre des monuments historiques depuis le 23 juin 1947.
- Château de Vernes

Le château cité en 1306 est remanié au XIXe siècle.
- Château du Grand Romans : datant du XIXe siècle (propriété privée, accès interdit au public).
- Château de l'Ollière : maison de maître achevée en 1904, entourée d'un beau parc (propriété privée, accès interdit au public).
- La ferme de Châne : une des plus anciennes de la commune. Elle est bâtie entièrement en pisé vers 1789. Cette ferme est très fleurie pendant l'été[19].